# 八王子中屋ボクシングジム
八王子中屋ボクシングジム（はちおうじなかやボクシングジム）は、東京都八王子市南町にあるボクシングジム。

## 概要
ジム所属の選手は同ジムのフィットネスからボクシングを始めた選手が多い。
主催興行は「ファイティング・スピリット・シリーズ」と題して2021年より年1回7月に八王子市内（2021年は八王子市富士森体育館、2022年以降はエスフォルタアリーナ八王子）で開催しており、2021年大会は横浜光ジム公式YouTubeチャンネル「A-SIGN BOXING.COM」、2022年大会はABEMAにてそれぞれ無料生配信された。2023年大会はアンダーカード5試合をBOXING RAISE（無料）、メインを含む3試合をU-NEXT「WHO'S NEXT DYNAMIC GLOVE on U-NEXT特別版」（定額制）にて生配信を行った。2023年11月27日には後楽園ホールにてフェニックス・プロモーションと合同で「Lemino BOXING PHOENIX BATTLE 107」として開催した。

## 来歴
1994年1月10日、設立。
2000年、八王子中屋アマチュアボクシングクラブを設立。
2015年、ジムの会長が中屋廣隆から長男の中屋一生に代わった。

## 主な所属選手

### 現役選手
- 吉野ムサシ
- 牛島龍吾
- 佐々木尽（前WBOアジアパシフィックウェルター級王者）
- ワチュク・ナァツ（第39代OPBF東洋太平洋スーパーウェルター級王者）
- 臼井春樹

かつて在籍した現役選手
- チャーリー太田（現在のリングネームはチャールズ・ベラミー、第31代日本スーパーウェルター級王者、第29代OPBF東洋太平洋スーパーウェルター級王者、横浜光ボクシングジムに移籍）
- 谷口彪賀（第5代日本スーパーフェザー級ユース王者、協栄ボクシングジムに移籍）

### 引退選手
- 伊礼喜洋
- 白鳥大珠（現在はキックボクサーに再び復帰）
- 鈴木悟（第50・第52代日本ミドル級王者）
- 田中光輝（第21代OPBF東洋太平洋ライトフライ級王者）
- 荒川仁人（第56代日本ライト級王者、第44代OPBF東洋太平洋ライト級王者、元WBCライト級世界1位、ワタナベボクシングジムに移籍）
- 鈴木悠介（第73代日本バンタム級王者、三迫ボクシングジムに移籍）
- 寺尾新（所属第1号プロボクサー。マニー・パッキャオと唯一対戦した日本人選手）
- 野崎雅光（元WBC世界ユースバンタム級王者）
- 淵上誠（世界挑戦1回、第54代日本ミドル級王者、第43代・第44代OPBF東洋太平洋ミドル級王者）
- 雄二・ゴメス（第48代日本フェザー級王者、石川ボクシングジムに移籍）